# Appleford-on-Thames
Appleford-on-Thames – wieś w Anglii, w hrabstwie Oxfordshire, w dystrykcie Vale of White Horse. Leży 13 km na południe od Oksfordu i 79 km na zachód od Londynu. W 2001 miejscowość liczyła 359 mieszkańców.